# Los Sims
Los Sims es un videojuego de simulación social y estrategia creado por el diseñador de videojuegos Will Wright, desarrollado por Maxis y publicado por Electronic Arts en el año 2000. Desde entonces la franquicia ha vendido más de 100 millones de copias (contando las dos primeras generaciones), siendo el videojuego de PC más vendido de la historia.
Desde 1991, Will Wright había conseguido resultados similares con el popular juego SimCity y todas sus secuelas. El éxito de sus videojuegos se basa en su filosofía creativa de aplicar teorías científicas para el diseño de simuladores de vida, ya sea de una ciudad, un planeta, un hormiguero o como en Los Sims, una comunidad vecinal. 
Los Sims es el primer videojuego de este género en el que cada ser vivo tiene personalidad propia y se controla individualmente de forma directa. Como curiosidad, antes de publicarse, los creadores llamaban al juego "casa de muñecas" o "el juego del inodoro", puesto que era el único videojuego que incorporaba un retrete totalmente funcional y que personajes de diferente género usaban de maneras diferentes (levantaban o no la tapa).
En el 2002, Los Sims consiguió el récord mundial de ventas, superando al famoso videojuego Myst.

## Sistema de juego
El juego consiste en crear personajes llamados Sims y satisfacer sus necesidades, concretar sus aspiraciones y cumplir sus sueños, es decir, "construirles" una vida. El juego, en perspectiva isométrica pseudotridimensional, permite diseñarles a los Sims una casa y abastecerla con todos los objetos que se requieran para satisfacer sus necesidades. El juego posee una opción de modo libre (libre albedrío) con la que los personajes pueden realizar sus actividades por sí solos, aunque lo normal es que el jugador intervenga dándoles órdenes, las cuales pueden incluso no ser respetadas por los Sims en situaciones específicas. El jugador deberá satisfacer las necesidades básicas de los Sims, como comer, dormir, o ir al baño, entre otras. Para sustentar la economía de la casa, los Sims deberán buscar trabajo y ganar Simoleones (la moneda ficticia en el mundo Sim), el juego ofrece una variada línea de trabajos, y el personaje podrá ir ascendiendo en su trabajo dependiendo de las habilidades que tenga y la cantidad de amigos.

### Necesidades
Entre otras cosas, uno de los desafíos del juego es satisfacer las necesidades de los Sims. No satisfacerlas puede traer consecuencias, desde que el Sim entre en depresión, negándose a acatar algunas órdenes, hasta la muerte del propio Sim. Las ocho necesidades se visualizan en la pantalla como barras horizontales. Cuando la necesidad está completamente satisfecha, la barra será de color verde, e irá cambiando a rojo, pasando por verde oscuro y rosa cuando la necesidad sea apremiante. Las necesidades son:
- Hambre: Se rellena simplemente comiendo. Si el medidor llega a cero y el Sim no come, morirá si es adulto, y si es niño se lo llevará un asistente social y no volverá a la familia.

- Comodidad (Sims 1 y 2): Se rellena sentándose en una silla o sofá o durmiendo en una cama. Cada objeto tiene un nivel de comodidad que determina la velocidad a la que se rellena la barra. Estar mucho tiempo de pie o realizando actividades baja la barra.

- Vejiga: La barra se va vaciando poco a poco a ritmo constante. Para rellenarla basta con usar un inodoro. Si la barra llega a cero, el Sim se orinará encima, bajando el medidor de Higiene a cero.

- Higiene: Cualquier forma de lavarse sube esta barra. Lavarse las manos o los dientes proporciona una subida ligera, mientras tomarse una ducha o baño la rellena en gran parte. Bajará al hacer ejercicio, apagar incendios u orinarse encima.

- Energía: La barra de energía se va vaciando poco a poco a ritmo constante. Para rellenarla al máximo, el Sim debe dormir unas horas, influyendo en la velocidad de rellenado la calidad de la cama o sofá donde duerma. Si la barra llega a cero, el Sim se desmayará y se quedará dormido en el suelo, bajando la comodidad y rellenándose la barra de energía dependiendo de las horas que se le quede en ese estado.

- Diversión: Pueden ayudar muchas actividades a satisfacer esta necesidad, dependiendo de la personalidad del Sim. Algunos disfrutan más de los ejercicios, otros de la lectura, otros de la televisión (determinados canales, además le proporcionan más diversión que otros según sus gustos)... Existen numerosos objetos destinados a aumentar el medidor de diversión y mejorar el humor de cada Sim. Los niños y adolescentes pierden mucha diversión en la escuela o haciendo los deberes.

- Social: Según la personalidad del Sim, sus necesidades sociales serán diferentes. Algunos Sims necesitan más esfuerzo para mantener alta esta necesidad, aunque por otra parte, a otros con un Carisma alto o con personalidad Cordial, les costará menos subirla. La forma más efectiva de hacerlo es sostener conversaciones extensas con otros Sims, ya sea cara a cara o por teléfono, o realizar actividades con ellos o con mascotas.

- Entorno: El entorno depende principalmente de los objetos decorativos y de iluminación que haya en la habitación en la que se encuentre el Sim, aunque también influye el tamaño de la habitación o el precio de paredes y suelos. Si la habitación tiene platos o encimeras sucias, charcos de agua o camas deshechas, el medidor se reduce. Para subirlo, basta con limpiar o arreglar la habitación, adquirir muebles o decoración más caros, o sencillamente hacer que el Sim pase a otra habitación en mejores condiciones, lo que hace subir la barra inmediatamente (bajará igualmente al pasar a una habitación en peor estado).

- Nota: El truco MaxMotives (Sims 1 y 2) y el Testingcheatsenabled true (Sims 3) o Testingcheats true (Sims 4) pueden modificar las barras de necesidades.

### Trabajos y habilidades
Los Sims necesitan dinero para comprar comida y sufragar las construcciones y compras de muebles y otros objetos. Para obtenerlo, deberán buscar trabajo con la ayuda del periódico que llega diariamente a la casa. De esta forma, diariamente, el Sim con trabajo abandonará la casa y se desplazará a su lugar de trabajo durante el horario estipulado, y ganará un sueldo a la vuelta. Cada Sim, además, tendrá la oportunidad de ascender en su trabajo, mejorando su horario laboral y su sueldo. Para ello deberá conseguir un número determinado de amistades con otros Sims y además deberá desarrollar una serie de habilidades. Todos los Sims adultos tienen el mismo registro de habilidades, con una puntuación de 0 a 10. Para desarrollar las habilidades deberá practicarse una actividad que las desarrolle durante un tiempo determinado, hasta completar el punto completo, representado por una barra vertical que aparece sobre el Sim y que va llenándose hasta llegar arriba, momento en que se gana el punto. En ese momento, la barra se vacía y comienza a desarrollarse el siguiente punto. Los primeros puntos se desarrollan más rápido y según se avanza va costando cada vez más tiempo completar el punto. Además de para el trabajo, algunas habilidades también tendrán su utilidad en la vida del Sim dentro del hogar. El registro de habilidades es el siguiente:
- Cocina: Los Sims que tengan pocos o ningún punto de habilidad deben evitar acercarse a la cocina, ya que si intentan cocinar hay una alta probabilidad de que provoquen un incendio. Por otra parte, cuantos más puntos tengan, más alimentarán las comidas que realicen y mejor rellenaran la necesidad de hambre. Para desarrollarla, deben estudiar Cocina con una estantería.

- Mecánica: Los Sims con la habilidad de mecánica desarrollada podrán reparar los objetos que se rompan, y cuanta más puntuación tengan, menos tiempo tardarán en hacerlo. Como la cocina, se desarrolla estudiándola.

- Carisma: Los Sims con un elevado Carisma podrán complacer y persuadir fácilmente a otros. Además, cuentan mejores chistes. Se desarrolla practicando discursos delante de un espejo.

- Físico: Esta habilidad hace referencia a la forma física del Sim, y se desarrolla haciendo ejercicio en una máquina de pesas.

- Lógica: Para desarrollar la lógica hay que practicar jugando al ajedrez. Con expansiones, también se puede desarrollar esta habilidad con un telescopio, practicando con el laboratorio de química o jugando a las damas.

- Creatividad: Consiste en la capacidad artística del Sim, ya sea en la música o en la pintura. Para desarrollarla hay que tocar un piano o pintar un cuadro, entre otras actividades artísticas.

Los Sims niños, evidentemente, no trabajan, ya que deben acudir diariamente al colegio. Tampoco tienen habilidades, y en su lugar tienen un indicador con la nota que van sacando en el colegio, que puede mejorar o empeorar. La calificación sigue el estándar anglosajón, siendo una letra acompañada o no de un - o un +. La nota máxima es A+ y los niños que se mantengan mucho tiempo en esa nota recibirán recompensas económicas esporádicas (por ejemplo, con el mensaje "El abuelo me ha dado 100§ por mis buenas notas") que se sumarán a los fondos de la familia. La nota mínima es F-, y los Sims niños que lleguen a esta nota y no mejoren rápidamente, serán enviados a una academia militar y desaparecerán permanentemente de la unidad doméstica. Las ausencias a clase penalizarán un grado la nota por cada día de ausencia (por ejemplo de B+ a C+) y acudir al colegio de mal humor y sin satisfacer las necesidades del niño puede reducirla un punto (por ejemplo de B+ a B). Acudir al colegio con las necesidades plenamente satisfechas la subirá un punto, aunque la forma más efectiva para subir la nota es estudiar en casa con una librería, lo que irá mejorando la nota poco a poco.

## Expansiones
Los Sims cuenta con 7 expansiones, que complementan el videojuego añadiendo nuevas opciones, objetos, carreras profesionales, solares, e incluso ciudades:
- Los Sims: Más Vivos que Nunca (en inglés The Sims Livin' Large) (sacado a la venta en agosto del 2000): se añaden más objetos, acciones y habilidades para los Sims, de modo que puedan relacionarse con los vecinos. También nuevos trabajos y temas de conversación.

- Los Sims: House Party (en inglés The Sims House Party) (sacado a la venta en marzo de 2001): los Sims pueden realizar fiestas en sus casas, se añaden nuevos objetos de temática fiestera, nueva música y nuevas ropas, como: un piso de discoteca, una cabina de disc jockey, sistemas de audio nuevos, un toro mecánico, etc.

- Los Sims: Primera Cita (en inglés The Sims Hot Date) (sacada a la venta en noviembre del 2001): por primera vez los Sims pueden salir de sus casas, ir al centro de la ciudad, a discotecas, a restaurantes para una cena romántica.

- Los Sims: De Vacaciones (en inglés The Sims Vacation) (sacado a la venta en marzo del 2002): los Sims pueden tomar vacaciones en destinos turísticos, como playas, montañas nevadas y bosques para acampar.

- Los Sims: Animales a Raudales (en inglés The Sims Unleashed) (sacado a la venta en septiembre del 2002): permite a los Sims adoptar una variedad de mascotas y expande la ciudad (bautizada como Ciudad Vieja), en la que se pueden construir solares comunitarios como tiendas, parques, etc.

- Los Sims: Superstar (en inglés The Sims Superstar) (sacado a la venta en mayo del 2003): se añade Ciudad Estudio, una nueva zona donde los Sims pueden llegar a ser famosos y grabar discos, modelar, actuar, relajarse en los balnearios y codearse con los más famosos.

- Los Sims: Magia Potagia (en inglés The Sims Makin' Magic) (sacado a la venta en octubre del 2003): los Sims pueden usar magia y aprender poderes. Se agrega la Ciudad Mágica y las "magimonedas".

La mayoría de las expansiones de esta serie suelen tener un equivalente en las siguientes generaciones:
- Los Sims: Animales a Raudales: Los Sims 2: Mascotas; Los Sims 3: ¡Vaya fauna! y Los Sims 4: Perros y Gatos.
- Los Sims: De vacaciones: Los Sims 2: Bon Voyage; Los Sims 3: trotamundos y Los Sims 4 De Acampada.
- Los Sims: Primera cita: Los Sims 2: Noctámbulos; Los Sims 3: Al Caer la Noche y Los Sims 4: ¿Quedamos?.
- Los Sims: Superstar: Los Sims 3: Salto a la Fama y Los Sims 4: Rumbo a la Fama.
- Los Sims: Magia Potagia: Los Sims 2: Comparten Piso: Los Sims 3: Criaturas Sobrenaturales y Los Sims 4 Y el Reino de la Magia.

### Packs de recopilación
- Los Sims: Edición Deluxe (en inglés The Sims: Deluxe Edition); 2002: incluye Los Sims, Más vivos que nunca, objetos deluxe y El creador de Los Sims.

- Los Sims: Megaluxe (en inglés The Sims: Double Deluxe); 2003: incluye Los Sims, Más vivos que nunca, House Party, objetos megaluxe y El creador de Los Sims.

- Los Sims: Gigaluxe (en inglés The Sims: Triple Deluxe); mayo de 2004: Los Sims, Más vivos que nunca, House Party, De vacaciones, objetos deluxe, objetos megaluxe, objetos gigaluxe y El creador de Los Sims.

- Los Sims: La Familia al Completo (en inglés The Sims: Complete Collection); marzo de 2006: Los Sims más las 7 expansiones recopilados en cuatro CD o un DVD.

- Los Sims 2: Ultimate Collection (extrañamente este no tiene traducción al español) (en inglés The Sims 2: Ultimate Collection); julio de 2014: Los Sims 2 incluyendo todas las expansiones, packs de accesorios y servicio técnico. (Cualidad que será extraída de cualquier versión anterior de Los Sims 2)

## Secuelas
Debido a la fama que ha tenido el juego original, han surgido varias secuelas, Spin-offs y DLCs, agregando más funciones o cambiando un poco la dinámica u objetivo.

### The Sims Online
En diciembre del 2002, Maxis lanzó a la venta en Estados Unidos The Sims Online, que permitía jugar al clásico Los Sims en versión MMORPG, en donde diferentes personas reales interactuaban en salas. El juego buscaba hacerse popular entre los MMORPG, pero desafortunadamente, esto no sucedió así. Debido a su fracaso, no fue exportado a más países.
Muchos jugadores de los Sims buscaban encontrarse con un juego al estilo del resto de la serie, pero se encontraron con que no podían modificar los objetos igual que como lo hacían en Los Sims. Este hecho combinado con la ausencia de cooperación (que sí marcó el juego durante la fase de pruebas) lo convirtió, según la mayor parte de análisis de revistas, en un gran salón de charla (chat room) en vez de lo que podría haber sido.[cita requerida]
En 2008 se creó un proyecto llamado EA-Land en el que el juego de The Sims Online se ofrecía de forma gratuita bajo ese nuevo nombre y para el que ofrecían actualizaciones semanales con la finalidad de revivir el juego. Poco después EA desmanteló el equipo de desarrollo de EA-Land liderado por Luc Barthelet y anunció el cierre definitivo del servicio.

### Los Sims 2
Es el segundo videojuego de la serie, desarrollada por Maxis y lanzado en septiembre de 2004. En la línea de tiempo del mundo de los Sims, se sitúa en el mismo barrio 25 años después, con muchas de las familias del primer juego bastante cambiadas. La mayor novedad es el cambio a los gráficos en tres dimensiones, algo que hace más atractivo al juego respecto a la primera parte de la serie (aunque existe una opción para poder jugar con el estilo de cámara del primer juego). También se añaden la genética, el crecimiento por etapas, las generaciones familiares, Sims más inteligentes e independientes, los deseos y miedos, un Creador de Sims mucho más trabajado, un movimiento de los Sims no tan robótico y más tarde, con las expansiones se añadiría el clima, las estaciones, los coches propios, los negocios y bastantes mejoras más respecto al juego base. Con 8 expansiones, 9 packs de accesorios y 2 de recopilación forma la segunda generación de Los Sims.

### Los Urbz: Sims en la Ciudad
Este videojuego fue lanzado en 2005 para PS2, Game Boy Advance y otras consolas portátiles y de sobre mesa, este juego principalmente está basado en el modo historia, donde los Black Eyed Peas te ayudan a convertirte en una estrella del espectáculo, logrando explorar la gran ciudad, a diferencia de los demás Sims, este tiene texturas diferentes, así como un sistema de creación más amplio en cuanto a tonos de cabello y perforaciones y una gama amplia de habilidades nuevas como luchar en hexágonos o andar en motocicletas, justo como el Los Sims 2 de Consolas, este puede tener a dos jugadores al mismo tiempo y controlar al Sim directamente con el mando.

### Los Sims: Historias
Esta es una nueva línea de productos, basados en el juego de Los Sims 2. Están indicado para jugadores nuevos en el mundo de los Sims, y para jugar en portátiles, ya que los requisitos no son tan exigentes, aun así se puede jugar en PC de escritorio. Se trata de un conjunto de tres videojuegos independientes y que lo único que tienen en común es que debes cumplir los objetivos del sim y así, seguir la historia de cada juego hasta llegar a su desenlace. Hasta ahora han sido lanzados al mercado 3 juegos de esta saga: Historias de la Vida, Historias de Mascotas e Historias de Náufragos.

### Los Sims 2: Náufragos
Este videojuego estaba basado en el juego original de Los Sims 2, pero con una temática completamente diferente. En esta edición el barrio es una isla que debía de ser explorada, esta estaba habitada por Sims nativos y Sims que habían naufragado a causa de un accidente de barco, a comparación de los demás juegos de Sims, este si tenían un final en el que los Sims que habían naufragado regresaban a casa después de ser rescatados por un avión. Este juego es un tanto similar a Los Sims: Historias de Náufragos, estando disponible para computadoras, aunque no es un porteo directo para consolas como tal.

### Los Sims 3
El videojuego se sitúa 25 años antes de Los Sims original y cuenta con mejoras en la interfaz de usuario, más personalización en Sims, objetos y el entorno, así como un barrio abierto, sin pantallas de carga entre solar y solar, con lo que los Sims pueden pasear libremente por la ciudad. Las acciones que realiza un Sim dependerán del contexto en que las realice y quedarán grabadas en su "memoria" hasta tal punto de que si por ejemplo un Sim viola una norma social, más adelante tendrá la opción de pedir perdón por lo que ha hecho. Se cuenta con 11 expansiones: Los Sims 3: Trotamundos, Los Sims 3: Triunfadores, Los Sims 3: Al caer la noche, Los Sims 3: ¡Menuda familia!, Los Sims 3: ¡Vaya fauna!, Los Sims 3: Salto a la fama, Los Sims 3: Criaturas Sobrenaturales, Los Sims 3: Y las cuatro estaciones, Los Sims 3: Movida en la facultad, Los Sims 3: Aventuras en la isla y Los Sims 3: Hacia el Futuro, además de contar con 10 packs de accesorios y diversas ediciones especiales, así como una tienda en línea donde se puede conseguir artículos especiales que se compran con Simpoints.

### Los Sims 4
Es la cuarta entrega del videojuego de simulación social y de vida. Electronic Arts anunció el juego el 6 de mayo de 2013, y fue lanzado para Microsoft Windows el 2 de septiembre de 2014 en Estados Unidos e Inglaterra, en el resto del mundo dos días después (04/09/2014), y en sistemas MacOS X el 17 de febrero de 2015. También este juego ya cuenta con diez expansiones que son: Los Sims 4: ¡A Trabajar!, Los Sims 4: Urbanitas, Los Sims 4: ¿Quedamos?, Los Sims 4: Perros y gatos, Los Sims 4 y Las Cuatro Estaciones, Los Sims 4 Rumbo a la fama, Los Sims 4: Vida Isleña, Los Sims 4: Días de Universidad, Los Sims 4: Vida Ecológica, Los Sims 4: Escapada en la Nieve, Los Sims 4: Vida en el Pueblo, y contando. Además, cuentan con 12 packs de contenido que son: De Acampada, Día de Spa, Escapada Gourmet, Vampiros, Papás y Mamás, Aventura en la Selva, StrangerVille, Y El Reino de la Magia, Star Wars: Viaje a Batuu, Interiorismo, ¡Sí, Quiero!, Licántropos, y contando. Luego, cuentan con 18 paquetes de accesorios que son: Fiesta Glamurosa, Patio de Ensueño, Cocina Divina, Escalofriante, Noche de Cine, Jardín Romántico, Cuarto de Niños, Diversión en el Patio, Glamour Vintage, Noche de Bolos, Fitness, Infantes, Día de colada, Mi Primera Mascota, Moschino, Minicasas, Portentos del Punto, Paranormal, y contando. Por último, cuentan con 13 kits que son: Zafarrancho de Limpieza, Cocina Campestre, Moda Retro, Oasis en el Patio, Fashion Street, Moda de Aeropuerto, Loft Industrial, Moda Masculina, Decoración Vegetal, Colores de Carnaval, Decoración Maximalista, Noches Chic, Minicampistas, y contando.

### Los Sims Medieval
Es un videojuego basado en el motor de Los Sims 3, CryEngine 2 pero con mejoras técnicas para hacerlo más ligero y compatible, desarrollado y publicado por Electronic Arts para Microsoft Windows y MacOS X, que se estrenó el 22 de marzo de 2011. El juego también fue estrenado para ser descargado en PC en la misma fecha. Ambientado en la Edad Media, permite al jugador construir un reino a través de los modos de juego. El 21 de diciembre de 2010, Electronic Arts anunció que la Edición Coleccionista estaba ya disponible y se estrenaría a la vez que la Edición Estándar.

### Los Sims: Social
En agosto de 2011 se publicó Los Sims: Social, un videojuego de navegador exclusivo para la red social Facebook, el cual tenía las mismas habilidades que el Sims original, pero se interactúa con los amigos de la red social. Un año y medio después, el juego fue retirado de la plataforma debido a la poca popularidad que adquirió, puesto que los objetos tenían que ser construidos por amigos de Facebook y muchos otros tenían que ser comprados con dinero real, cosa que también aplicaba para las casas que solo poseían una planta, haciendo que el juego fuera eliminado.

### Los Sims FreePlay
Anteriormente llamado Los Sims Gratuito, es un videojuego para móviles lanzado el 15 de enero de 2011 exclusivamente para Android, iOS, BlackBerry, Windows Phone, Amazon Kindle Fire y WebOS. Desarrollado por Firemonkeys Studios, esta edición se actualiza constantemente y cada una siempre agrega nuevas funciones, eventos e interacciones, el tiempo que transcurre aquí va con el del usuario, así que muchas de las acciones de los Sims pueden durar horas en tiempo real, como lo es dormir, comer, bañarse, trabajar o hacer cualquier otra actividad. En esta versión están disponibles mascotas sin embargo hay referencia a otras criaturas del juego como los vampiros, momias, sirenas y hombres lobo, pero no tienen sus habilidades, sino que son meramente disfraces. Este juego incluye referencias a las expansiones de Los Sims 3 como Aventura en la Isla, Criaturas Sobrenaturales y Triunfadores, y algunos paquetes de Los Sims 4, como De Acampada.

### Los Sims Móvil
Es la tercera entrega de la franquicia para sistemas móviles, siendo el 9 de marzo del 2017 el anunciado del tráiler. Se ha estrenado inicialmente en Brasil, aunque ya está disponible en otros países como Argentina y México. El juego es exclusivo para celulares con sistema Android y IOS, está basado en la saga que lleva el mismo nombre, inclusive teniendo el mismo ángulo de cámara y texturas que son altamente influenciadas por Los Sims 4, así como los elementos del juego base, expansiones, packs de contenido y packs de accesorios, como lo son ¡A Trabajar!. Esta versión no elimina a Los Sims FreePlay, puesto que son de diferente desarrollador, como novedad este juego implementa la opción de jugar en línea con amigos en locaciones especiales. El tiempo que se lleva en el juego va con el del usuario, pero a diferencia de FreePlay, las acciones duran mucho menos.

### Los Sims: Console Edition
La primera edición de consolas fue lanzada en 2003 para la PS2 Y Xbox, con una versión especial de Los Sims 1, para después llegar con Los Sims 2 en 2004 para la PS2, PSP, Nintendo DS y Game Boy Advance así como hasta 2006 con Los Sims 2: Mascotas (aquí se incluye el Wii en las consolas que lo lanzarían a la venta) y Los Sims 2 Náufragos (este último solo fue lanzado para PS2 y Wii), a diferencia de las versiones de ordenador, estas no dan la posibilidad de crear niños, bebes o ancianos, los únicos que pueden tener hijos son las mascotas y estos no salen del lugar de donde nacieron, el modo historia en Los Sims 2 de Consolas, es más importante que en ordenadores, pues aquí desbloqueas más objetos. locaciones y habilidades, las únicas criaturas que se puede crear es el Sim Alíen y el Sim Humano, para después en el Sims 2 Mascotas, solo se poder crear los Humanos.
En 2010 fueron lanzados Los Sims 3 dos años después de su aparición en ordenadores, esta versión fue lanzada para la PS3, Xbox 360, Nintendo DS y Wii, siendo esta la primera versión de consolas en la que se puede elegir la etapa de la vida del sim. A diferencia de la versión de ordenadores, en las consolas existen "Los poderes kármicos", estos ayudan o perjudican a los Sims dependiendo de la elección del jugador o de forma aleatoria por las noches. En 2011 serían lanzados Los Sims 3: ¡Vaya Fauna! como juego independiente para PS3, Xbox 360 y Nintendo 3DS, teniendo como principal diferencia al de ordenadores, la posibilidad de controlar a las mascotas e incluso estas pueden conseguir empleo.
Los únicos juegos exclusivos de consola fueron: Los Sims: Animals, MySims y Los Urbz: Sims en la Ciudad.
En 2017, Los Sims 4 fueron lanzados al mercado para PS4 y Xbox One, y en 2020 para PS5 y Xbox Series, siendo el único juego que es idéntico a su versión de ordenador, con las únicas diferencia de que aquí no hay posibilidad de instalar mods y las expansiones son añadidas como contenido DLC, además que estas suelen llegar algunos meses o semanas después de computadora a consola.